# 154 (음반)
| 전문가 평가                   | 전문가 평가 |
| 평가 점수                     | 평가 점수   |
| 출처                          | 점수        |
| ----------------------------- | ----------- |
| AllMusic                      | [ 4 ]       |
| Encyclopedia of Popular Music | [ 5 ]       |
| The Guardian                  | [ 6 ]       |
| Mojo                          | [ 7 ]       |
| Pitchfork                     | 9.1/10      |
| Q                             | [ 9 ]       |
| The Rolling Stone Album Guide | [ 10 ]      |
| Spin Alternative Record Guide | 7/10        |
| Uncut                         | [ 12 ]      |
| The Village Voice             | B           |

《154》는 1979년 9월, 영국의 하비스트 레코드와 미국의 워너 브라더스 레코드에서 발매된 영국의 포스트펑크 밴드 와이어의 세 번째 스튜디오 음반이다.

## 배경
그들의 초기 작업의 미니멀리즘 펑크 록 스타일에서 훨씬 더 분기된 《154》는 와이어의 이전 음반 《Chairs Missing》에 표시된 사운드의 진행으로 간주되며, 그룹은 느린 템포, 더 꽉 찬 노래 구조, 기타 효과, 신시사이저 및 전자 장치의 더 두드러진 사용으로 실험한다.
트랙의 특이한 제목인 〈Map Ref 41°N 93°W〉는 베이시스트이자 가수인 그레이엄 루이스가 미국 중서부의 중심지를 추측한 것에 기반을 두고 있으며, 이 좌표의 위치는 우연하게도 아이오와주 센터빌과 가깝다. 2007년 재소집되기 전 마이 블러디 발렌타인이 마지막으로 발매한 곡 중 하나는 《Whore》라는 제목의 와이어 헌정 곡을 커버한 것이다. 이 곡은 《플랙 매거진》이 1990년대에 가장 좋아하는 커버 곡으로 선정되었다.

## 곡 목록
| #  | 제목                           | 작사·작곡                | 재생 시간 |
| -- | ------------------------------ | ------------------------ | --------- |
| 1. | 〈I Should Have Known Better〉 | 그레이엄 루이스          | 3:52      |
| 2. | 〈Two People in a Room〉       | 브루스 길버트, 콜린 뉴먼 | 2:00      |
| 3. | 〈The 15th〉                   | 뉴먼                     | 3:05      |
| 4. | 〈The Other Window〉           | 길버트, 루이스           | 2:07      |
| 5. | 〈Single K.O.〉                | 루이스, 뉴먼             | 2:23      |
| 6. | 〈A Touching Display〉         | 루이스                   | 6:55      |
| 7. | 〈On Returning〉               | 뉴먼                     | 2:06      |

| #   | 제목                   | 작사·작곡    | 재생 시간 |
| --- | ---------------------- | ------------ | --------- |
| 8.  | 〈A Mutual Friend〉    | 루이스, 뉴먼 | 4:28      |
| 9.  | 〈Blessed State〉      | 길버트       | 3:28      |
| 10. | 〈Once Is Enough〉     | 뉴먼         | 3:23      |
| 11. | 〈Map Ref. 41°N 93°W〉 | 루이스, 뉴먼 | 3:40      |
| 12. | 〈Indirect Enquiries〉 | 루이스, 뉴먼 | 3:36      |
| 13. | 〈40 Versions〉        | 길버트, 뉴먼 | 3:28      |